# Bábsky park
Bábský park (slovensky Bábsky park) je chráněný areál v katastrálním území obce Báb v okrese Nitra v Nitranském kraji na Slovensku. Území bylo vyhlášeno v roce 1982 a jeho rozloha je 4,22 hektaru. Předmětem ochrany je anglický park v okolí bábského zámku, založený ve druhé polovině devatenáctého století.